# Karaops nyiyaparli
Espèce
Synonymes
- Karaops yindjibarndi Crews, 2013

Karaops nyiyaparli est une espèce d'araignées aranéomorphes de la famille des Selenopidae.

## Distribution
Cette espèce est endémique du Pilbara en Australie-Occidentale,. Elle se rencontre dans la région de la chaîne Chichester.

## Description
La femelle holotype mesure 6,49 mm.
Le mâle, décrit comme holotype de Karaops yindjibarndi, mesure 4,65 mm.

## Systématique et taxinomie
Cette espèce a été décrite par Crews en 2013.
Karaops yindjibarndi a été placée en synonymie par Crews en 2023.

## Publication originale
- Crews, 2013 : « Thirteen new species of the spider genus Karaops (Araneae: Selenopidae) from Western Australia. » Zootaxa, no 3647, p. 443-469.